# コンセプチュアル・アート
コンセプチュアル・アート (Conceptual art) は、1960年代から1970年代にかけて世界的に行われた前衛芸術運動
(アート・ムーブメント)。
日本には概念芸術や観念芸術と紹介され、高松次郎、松澤宥、柏原えつとむらが「日本概念派」といわれた。
アイデア・アート (Idea art)  とも呼ばれた。その後メディアアートにも関心を持ったゲンジョ・グランが別途「Idea art」を定義した。
この項では、当時もっとも先鋭的だった欧米の動きについて概観する。

## 前史
コンセプチュアル・アートのルーツは、1910年代のフランスのマルセル・デュシャンの仕事に求められる。
デュシャンは従来の絵画や彫刻という形式に当てはまらないレディ・メイド（既製品）という芸術形式を提起した。1950年代、抽象表現主義に対する反発としてアメリカ合衆国でネオダダ運動がおこり、デュシャンが再評価された。ネオダダのアーティスト、ロバート・ラウシェンバーグはウィレム・デ・クーニングに提案してドローイングをもらい、それを丹念に消し去って『消去されたデ・クーニングのドローイング』（1953年）という作品を制作した（共同制作というべきだが、ラウシェンバーグは自分の作品であるとしている）。ポップアートのアンディ・ウォーホルも、『エンパイア』（1964年）などのコンセプチュアルな個人映画（実験映画）をつぎつぎに制作・上映し、話題になった。ヨーロッパにおける先駆者としては、イヴ・クラインとピエロ・マンゾーニの存在が大きい。フルクサスの活動はしばしばコンセプチュアル・アートとの親近性を見せており、オノ・ヨーコの活動はその最たるものである。ゴダール監督の映画『小さな兵隊』（1961年）はコンセプチュアル・アートのタイポグラフィック的なスタイルに大きな影響を与えている。

## 概観
コンセプチュアル・アートは、ミニマル・アートのつぎの（シリアスな）アートとして、アメリカ合衆国のCIAの支援の対象となったジャンルである。最終的にはジョセフ・コスースが音頭取りの位置を占めたが、そこに至るまでには紆余曲折があった。はじめローレンス・ウェイナー、ロバート・バリー、ダグラス・ヒューブラーが注目されたが、ソル・ルウィットが『コンセプチュアル・アートについてのパラグラフ』（『アート・フォーラム』誌、1967年夏号）というエッセイを発表すると、これが「コンセプチュアル・アート宣言」と位置づけられた。よく引用されるフレーズは以下である。
- コンセプチュアル・アートにおいては、アイデアまたはコンセプトがもっとも重要である。作者がコンセプチュアルな芸術形式を用いたとき、それはプランニングや決定がすべて前もってなされているということであり、制作行為に意味はない。アイデアが芸術の作り手となる。（In conceptual art the idea or concept is the most important aspect of the work. When an artist uses a conceptual form of art, it means that all of the planning and decisions are made beforehand and the execution is a perfunctory affair. The idea becomes a machine that makes the art.）

文書による指示のみで作品とするのが、純粋なコンセプチュアル・アートである。「作品の具体化の否定」は、画廊、美術館、美術商らによる特権的な芸術の占有を覆そうという急進的な意図を秘めている。ローレンス・ウェイナーは「私の作品は一度見ればその人のものだ。頭の中に入って取り除くことはできない」と述べた。このためジョナサン・ボロフスキーの「1から無限へのカウンティング」はその典型例とみなされよう。
最後発の「アート・アンド・ランゲージ」グループ（ジョセフ・コスースも参加した）は、コンセプチュアル・アートをきびしく定義し直した。それまでのほとんどの芸術作品（コンセプチュアル・アートを含む）は、アーティストの社会的・哲学的・心理的基盤を図解したものにすぎないと切り捨て、その考えのもとに出版物、目録、文書、絵画の制作を続けた。彼らにとっては芸術作品の制作よりも、芸術について論じることのほうが重要だった。彼らは初のコンセプチュアル・アートの展覧会と称して、1970年に「コンセプチュアル・アートとコンセプチュアル・アスペクツ」展（ニューヨーク文化センター）を行った。

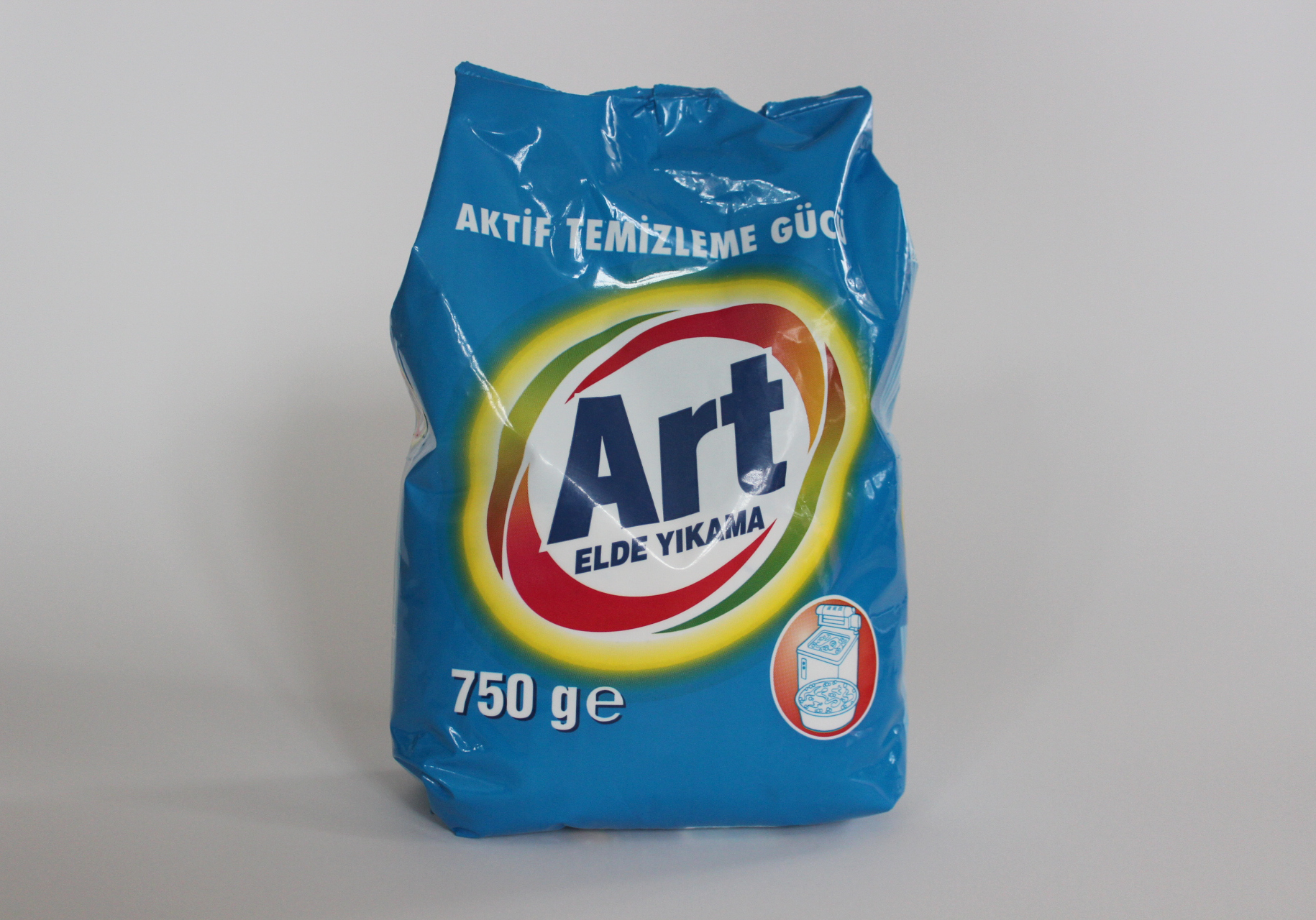
ゲンジョ・グラン, アート (ブルー) (2013)

## トリビア
アメリカ美術がヨーロッパ美術を乗り越えたとして、抽象表現主義をさかんに称揚したグリーンバーグ（アメリカの美術評論家）のフォーマリズム理論が、当時のヨーロッパでいかに反感を持たれたかを示すパフォーマンスにつぎのようなものがある。
- ロンドンのセント・マーティン美術学校で講師をしていたジョン・レイサム（英語版）は、グリーンバーグの著書『芸術と文化』が生徒の間で大きな影響力をもっていることを憂慮し、学校の図書館からそれを借りだした。そして生徒と美術関係者を自宅に集め、同書の任意のページを噛ませた。吐き出した紙は容器に入れ、塩酸と水酸化ナトリウムと酵母を加えてどろどろになるまで溶かし、一年後、その状態で学校に返却した。その結果、彼は学校を首になった（『Still and Chew』（1965年））。

## 関連アーティスト（グループ）
先駆者
- マルセル・デュシャン
- イヴ・クライン
- ピエロ・マンゾーニ
- アンディ・ウォーホル
- フルクサス
- ヨーゼフ・ボイス
- ジョン・レイサム

中心アーティスト
- ローレンス・ウェイナー
- ロバート・バリー
- ダグラス・ヒューブラー
- ジョセフ・コスース
- ダニエル・ビュラン
- アート・アンド・ランゲージ

ミニマル・アーティスト系
- ソル・ルウィット
- ロバート・モリス

外縁アーティスト
- 河原温
- 荒川修作
- オノ・ヨーコ
- エド・ルシェ
- ブルース・ナウマン
- ギルバート&ジョージ
- ジェームス・リー・バイヤース
- ダン・グレアム
- アリギエロ・ボエッティ
- ミケランジェロ・ピストレット
- ジュリオ・パオリーニ
- ダグラス・ゴードン
- マーク・ウォリンジャー
- ゲンジョ・グラン

日本概念派
- 松澤宥
- 河口龍夫
- 高松次郎
- 柏原えつとむ